# Companys d'armes
Companys d'armes (títol original: L'Union sacrée) és una pel·lícula francesa dirigida per Alexandre Arcady, estrenada l'any 1989. Ha estat doblada al català.

## Argument
Al final dels anys 1980, Simon Atlan, policia jueu pied-noir és a Sète per aturar un carguer, la tripulació i el capitài del qual són traficants de droga i d'armes. Entre ells, Karim, un policia (en realitat tinent de la DGSE), musulmà franco-algerià, que està infiltrat.
La trobada entre els dos homes és més aviat forta.
De retorn a París, Karim rep les excuses del comissari Joulin i ha de fer equip amb Simon. La seva missió: desmantellar una xarxa extremista de traficants de droga i d'armes. Tot i que Karim i Simon no s'entenen del tot, han d'unir-se.

## Repartiment
- Richard Berry: Karim Hamida
- Patrick Bruel: Simon Atlan
- Bruno Cremer: Joulin
- Claude Brasseur: El coronel Revers
- Saïd Amadis: Ali Radjani
- Corinne Dacla: Lisa Vernier
- Marthe Vilallonga: Blanca Atlan
- Amidou: El Kabyle
- Hammou Graïa: Mouloud
- Lucien Layani: L'oncle Jacob
- Michel Albertini: Azzedine
- Tom Hygreck-Egry: Jérémie
- Thierry Beccaro: Santoni
- Jean-Claude de Goros: Colas
- Pierre Vielhescaze: Ménard
- Constantin Alexandrov: El capità
- Maurici Berry: El pare de Karim
- Malek Edin Kateb: L'ambaixador
- Christian Fella: Hocine
- El Kebir: Kada
- Daniel Sant-Hamont: El periodista
- Pedra Aknine: Norbert
- Alexandre Jouan: El nen del skate
- Robert Benitah: Omar
- Nabil Massad: Daoud
- Charlotte Véry: Sylvie
- Nathalie Guérin: Nelly
- Nicolas Garaud: El metge
- Catherine Deserbais: La dona amb xador
- Salah Riahi: El mollah
- Meyonk Békaté: El diplomàtic africà
- Robert Benmussa: El transeünt
- Léon Cohen: El rabí
- Samy Layani, Pierre Abbou i Ilan Zaoui: Alguns homes armats
- Corinne Anxionnaz: Ajudant expo
- Fabrice Bagni, Gilles De Paepe, Jean-Christophe Sylla, Patrick Rousseau, Jacques Delahaye, Manuel Galliot i Alain Vildieu: Membres del grup Joulin
- Samir Siad: un assassí

## Al voltant de la pel·lícula
- Alexandre Arcady retroba en aquesta pel·lícula els seus dos actors fetitxes: Richard Berry i Patrick Bruel. Havien ja actuat junts en El Gran Carnaval (1983) del mateix director. L'actor Lucien Layani interpreta el paper de l'oncle Jacob igualment en les dues pel·lícules.
- Es veu una foto de Roger Hanin. En la pel·lícula, aquesta foto és la del pare de Simon (Patrick Bruel) però en realitat ha estat presa en el rodatge de la pel·lícula El Cop de sirocco (1979) d'Alexandre Arcady. Es veu igualment una foto de Corinne Dacla adolescent. Aquesta foto és presa en el rodatge de la pel·lícula Diabolo menthe (1977) de Diane Kurys, en la qual Corinne Dacla fa el paper d'una camarada de classe de les dues heroïnes.